# Maruszewo (województwo wielkopolskie)
Maruszewo – przysiółek w Polsce położony w województwie wielkopolskim, w powiecie leszczyńskim, w gminie Rydzyna.
W latach 1975–1998 miejscowość należała administracyjnie do województwa leszczyńskiego.